# Aéroport de Cherbourg-Maupertus
Luchthaven Cherbourg-Maupertus (Frans: Aéroport de Cherbourg-Maupertus) is een luchthaven gesitueerd in de gemeenten Maupertus-sur-Mer en Gonneville-Le Theil, ongeveer 10 kilometer ten oosten van Cherbourg-en-Cotentin in Normandië. Eigenaar is de Conseil général de la Manche, die de uitbating heeft uitbesteed aan de groep SNC-Lavalin Aéroports voor een periode van 6 jaar vanaf 1 oktober 2009.

## Geschiedenis[1]
Het was oorspronkelijk een militair vliegveld van de Franse marinevliegers. In de Tweede Wereldoorlog bezette de Luftwaffe het terrein en legde er een geasfalteerde landingsbaan van 1700 meter aan. In 1944 werd de basis zwaar beschadigd tijdens talrijke luchtaanvallen. Na de bevrijding legden de geallieerden een nieuwe landingsbaan van 1500 meter aan. In 1962 duidde de NAVO het terrein aan als een strategische basis, en men bouwde een nieuwe startbaan van 2.440 meter naast de oude, en een controletoren. Nadat Frankrijk zich in 1966 uit de militaire structuur van de NAVO had teruggetrokken werd de basis, die nog nooit gebruikt was, gesloten.
Er werd toen een terminal gebouwd en in 1970 begon Aurigny Air Services met chartervluchten en in 1972 met regelmatige vluchten naar de Kanaaleilanden. In 1975 begon Brymon Airways met vluchten naar Plymouth. Het vliegveld werd ook bediend door Air Atlantique, Twin Jet en Chalair die tot oktober 2009 op Parijs-Orly vloog.
Momenteel wordt het vliegveld enkel gebruikt voor chartervluchten naar vakantiebestemmingen en voor privé-vluchten.